# Великий платник податків
Великий платник податків (далі - ВПП) — у податковій системі України станом на січень 2017 це юридична особа, у якої обсяг доходу від усіх видів діяльності за останні чотири послідовні податкові (звітні) квартали перевищує один мільярд гривень або загальна сума сплачених до Державного бюджету України податків за платежами, що контролюються органами державної податкової служби, за такий самий період перевищує двадцять мільйонів гривень. 
До 31.12.2016 року ці суми становили відповідно 500 мільйонів і 12 мільйонів гривень.
В січні 2017 Державна фіскальна служба на своєму сайті опублікувала Список великих платників податків на 2017 рік, в який увійшли 2 512 компаній.
В 2016 році податкові надходження від великих платників податків зросли на 32% порівняно з 2015 роком – до 215 млрд грн.
У 2020 році (станом на 27.05.2020) великий платник податків - це юридична особа або постійне представництво нерезидента на території України, у якої обсяг доходу від усіх видів діяльності за останні чотири послідовні податкові (звітні) квартали перевищує 1 млрд грн або загальна сума платежів, сплачених до Державного бюджету України, контроль за справлянням яких покладено на контролюючі органи, за такий самий період перевищує 20 млн грн.
Поряд з цим, відповідність критеріям великого платника податків оцінюється за сумарним обсягом доходів від усіх видів діяльності за даними податкової звітності з податку на прибуток підприємств за ІІ півріччя попереднього року та І півріччя поточного року та за сумами сплачених до Державного бюджету України податків за платежами, що контролюються органами ДПС, у ІІ півріччі попереднього року та І півріччі поточного року.
Реєстр ВПП (зі змінами) на 2020 рік налічує 1629 підприємств (у т.ч. представництв).